# Johann van Ghelen

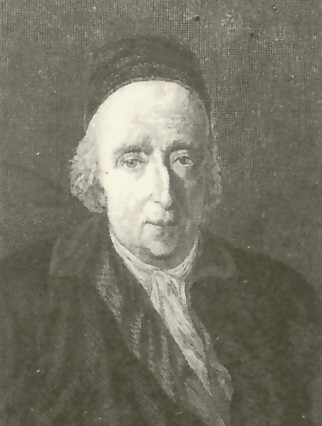
Johann van Ghelen

Johann van Ghelen (getauft am 23. Mai 1645 in Antwerpen; † 13. Mai 1721 in Wien) war ein flämischer Buchdrucker und einer der bedeutendsten Drucker Wiens.

## Leben
Johann van Ghelen entstammte einer alten Buchdruckerfamilie, die ursprünglich aus Westfalen stammte und in Antwerpen zu den wohlhabenden Bürgergeschlechtern gehörte. Vater und Großvater van Ghelens waren katholisch. Johann studierte zunächst in Antwerpen bei den Jesuiten, dann bei den Augustinern und beendete seine schulische Ausbildung in Breygen bei Villvorden. Danach war er in Antwerpen als Buchdrucker tätig.
Van Ghelen wandte sich dann nach Brüssel und nach Ryssel und kam schließlich auf einer Reise durch Deutschland 1670 nach Wien. Er trat hier in die Offizin des Flamen Johann Baptist Hacque ein, der auf fremdsprachige Bücher und Zeitungen spezialisiert war. Van Ghelen fand hier ein ideales Betätigungsfeld, denn er beherrschte die deutsche, lateinische, niederländische, französische, italienische, spanische und ungarische Sprache. Durch Hacque lernte er dessen Schwägerin Elisabeth de la Fontaine kennen und heiratete sie 1672. Nach Hacques Tod 1678 erwarb er dessen Druckerei und wurde im selben Jahr Universitäts-Buchdrucker.
1678 erhielt Ghelen das Privileg lateinische und welsche Zeitungen zu drucken und zu verkaufen. 1679, während der großen Pestepidemie, und 1683, während der 2. Türkenbelagerung, erwarb sich Ghelen große Verdienste um das allgemeine Wohl. Auch wegen dieser Verdienste wurde das Privileg 1699 durch Kaiser Leopold I. erneuert und auf seinen Sohn Johann Peter van Ghelen erweitert. Nach dem Erlöschen der Cosmerovischen Hofbuchdruckerei wurde Ghelen die Stelle eines Hofbuchdruckers verliehen. 1701 wurde er auch italienischer Hofbuchdrucker. Der Kaiser begründete dies so:

„Weil Unser getreuer Johann van Ghelen bereits vor 23 Jahren bei seiner Profession einen Ehr- und untadelhaften Wandel geführt, auch während der Contagion (1679) und Belagerung (1683) neben Stellung seiner Leute zu der Universitäts-Compagnie sich verdient hat, auch das Diarium der Belagerung in italienischer Sprach herausgegeben, die wälsche Zeitung und unserer geliebtesten Frauen Mutter Eleonora das sogenannte Creutz-Ordnungsbuch in deutscher und wälscher Sprache und auf unserer Befehl verschiedene italienische Bücher der österreichischen Historien, Opern und viel andere Werke welsch und in andern Sprachen gedruckt hat, geruhen wir ihn, weilen er, van Ghelen, nicht allein mit einer vollkommenen Truckherei, sondern mit Notturften und Schriften wohl versehen, sondern auch eine ganze Schriftgießerei, wodurch die Truckherei allzeit erneuert und verändert werden könnte, zu unserm italienischen Hofbuchdrucker allergnädigst aufzunehmen.“

Im Alter zog sich Johann van Ghelen allmählich vom Geschäft zurück und überließ seinem Sohn Johann Peter van Ghelen die Druckerei. Seine Tochter Maria Christine heiratete den Wiener Bürgermeister Franz Josef Hauer. 1894 wurde die Ghelengasse in Wien-Hietzing nach ihm und seinem Sohn benannt.

## Bedeutung und Werk
Johann van Ghelen hat die von ihm übernommene Hacquesche Druckerei zu großer Blüte geführt. Er verlegte nicht nur italienische Bücher und Zeitungen, sondern auch zahlreiche lateinische, ungarische, hebräische und andere fremdsprachige Verlagsartikel. Er besaß in Wien 5 Pressen und war damit der größte hier ansässige Drucker. Außerdem verfügte er über eine große Zahl von Antiqua-, Fraktur- und Schwabacher Lettern, die er teilweise importierte, teilweise selbst goss.
Bei der deutschsprachigen Buchproduktion versuchte Ghelen die Antiqua-Schrift einzuführen, musste aber wieder zur Fraktur zurückkehren. 1703 gründete er eine regelmäßig erscheinende deutschsprachige Zeitung, den Posttäglichen Mercurius, sowie im gleichen Jahr das Wiennerische Diarium. Letztere wurde zum Organ für amtliche Bekanntmachungen und Erlasse und war bis 2023 unter dem Namen Wiener Zeitung die älteste bis dahin bestehende Tageszeitung Österreichs und der ganzen Welt.